# Hermine Lecomte du Nouÿ
Pour les articles homonymes, voir Lecomte du Nouÿ et Lecomte.
 (janvier 2019).
Hermine Lecomte du Nouÿ, née Hermine Oudinot à Paris le 10 mars 1854 et morte à Paris le 18 juin 1915, est une femme de lettres française.

## Biographie
Hermine-Augustine-Eugénie Oudinot est la fille du peintre verrier Eugène Oudinot. Elle épouse en 1876 André Lecomte du Nouÿ architecte français. Leur fils, Pierre Lecomte du Nouÿ est un mathématicien, biophysicien, écrivain et philosophe français. Elle est la sœur de Camille Oudinot romancier et auteur dramatique.
En 1896, elle marque la littérature par un roman intitulé Amitié amoureuse : ce roman devient un succès mondial. Ce fait va la déterminer à signer certaines de ces futures œuvres par « l'auteur d'Amitié amoureuse ».
Elle publie régulièrement sous le pseudonyme de Pierre Guérande. Elle tient un salon littéraire très prisé à l'époque et elle assure la rubrique de la critique littéraire de la revue La Vie heureuse.
Elle vivait dans son hôtel particulier du 30 boulevard Flandrin (16e arrondissement de Paris), détruit depuis.

## La fausse correspondance avec Guy de Maupassant
Pendant des années le nom de Guy de Maupassant est lié à Hermine (nommée « Madame X »), par une prétendue correspondance. L'affaire commence le 25 octobre 1912 avec la publication d'un premier article « Guy de Maupassant intime (notes d'une amie) » signé par une mystérieuse « Madame X », dans la revue La Grande Revue qui contenait une lettre de Maupassant. De la même manière en 1913, la revue publie deux autres lettres (le 25 mars 1913 et le 10 avril 1913).
Finalement, dans les années 1990, un chercheur découvre que « Madame X » n'est autre qu'Adrien Le Corbeau (autres pseudonymes utilisés : Adrian Corbul ou Radu Baltag, de son vrai nom : Claude Rodolphe Bernhaut), un ami de Victor Eftimiu. Ce dernier, dans le journal roumain Dimineata du 17 juin 1932, dévoile la farce de la correspondance ainsi que l'échec du « projet » des œuvres d'un « fils naturel de Maupassant ».
Enfin, les « fausses lettres », attribuées à tort (ou signalées comme supposées), sont retirées dans la nouvelle édition Maupassant de la collection Pléiade.
Toutefois, dans la biographie qu’il consacre à Maupassant, Henri Troyat  note que Hermine Lecomte de Noüy habite, à Étretat, une maison, « La Bicoque », voisine de celle  de l’écrivain, que celui-ci se rend souvent chez elle, mais que rien ne permet d’affirmer des relations plus poussées. Cependant, écrit-il, « Maupassant prendra une telle place dans son existence que, bien plus tard, elle évoquera leur rencontre dans un roman publié anonymement Amitié amoureuse et dans un ouvrage de souvenirs En regardant passer la vie ».

## Œuvres
- L'Erreur d'aimer (1893), avec une préface de Marcel Prévost
- Steeple-chase, scènes de la vie mondaine en un acte 1896 pièce de théâtre écrite en collaboration avec Suzanne Reichenberg
- Amitié amoureuse (Calmann-Lévy, 1896)
- Désobéissance criminelle (Hachette, 1899)
- L'amour est mon péché (Calmann-Lévy, 1899)
- Le Doute plus fort que l'amour (Calmann-Lévy, 1900)
- Mater dolorosa (Calmann-Lévy, 1901), en collaboration avec Maurice de Waleffe
- Maudit soit l'amour (Calmann-Lévy, 1901), en collaboration avec Maurice de Waleffe
- Hésitation sentimentale (Calmann-Lévy, 1902)
- En regardant passer la vie (Paul Ollendorff, 1903), en collaboration avec Henri Amic
- La Joie d'aimer (Calmann-Lévy, 1904, en collaboration avec Henri Amic
- Les serments ont des ailes (Calmann-Lévy, 1904, en collaboration avec Henri Amic
- Jours passés (1908), en collaboration avec Henri Amic
- L'amour guette (1908), en collaboration avec Jean de Fossendal
- La Route interrompue (Pierre Lafitte, 1910), traduction en collaboration avec B. Mayra